# 独行道
『独行道』（どっこうどう、旧字体：獨行道󠄁） は、新免武蔵（宮本武蔵）が自身の生き方を21か条に記した掛幅装の紙。「自誓書」といわれている。晩年に肥後熊本藩の客分となり、熊本千葉城の自邸で死去の7日前、正保2年（1645年）5月12日に弟子の寺尾孫之允（丞）に兵法書『五輪書』と共に与えたとされている。

## 概要

### 伝来・形状
水墨画に比べて武蔵の書は少ないが、本書は貴重にも武蔵自筆のものが伝わっている。肥後の豊田正脩が編纂した『武公伝』に「正保二年五月十二日、五輪書ヲ寺尾孫之丞勝信ニ相伝ナリ、同日ニ自誓ノ書ヲ筆ス」とあり、死の一週間前に書かれたとされている。武蔵自ら『独行道』と名付けた21箇条で、遺訓などではなく、その名の通り“独り（行）あゆんできた道”武蔵独自の生き方を示したものと考えられ、「世々の道をそむく事なし、身にたのしミをたくます　よろつに依枯の心なし　身をあさく思ひ世をふかく思ふ、一生の間よくしん思わす」など、仏法の行者にも匹敵する心がけを示し、なかなか常人に真似のできるものではない。よく使われる名文句に「我事におゐて後悔をせす」や「仏神ハ貴し仏神をたのます」などがある。
伝来については、同書に「岩上鵜、幷（ナラビニ）自誓書軸、正保二年五月十二日トアリ、是皆豊田家ニ伝ワル」と記しているように、もと寺尾孫之允所有のものが、経緯は不詳ながら、豊田正剛以降松井家の八代（やつしろ）城下で二天一流兵法師範を勤めた豊田家に伝わったものである。その後所有者を転々とし、近年に熊本県立美術館に寄贈された。
- 形状：紙本墨書・掛幅装
- 寸法：縦16.8cm、横97.3cm
- 文化財指定：熊本県指定重要文化財